# Cerro Coronel
Cerro Coronel es una elevación dentro del área metropolitana de la ciudad de Chihuahua y se encuentra ubicado al sureste de la ciudad.
Es uno de los símbolos de la ciudad y el estado debido a que se le puede apreciar en la parte superior izquierda de los escudos, que son idénticos, solo cambia la leyenda superior.[cita requerida]
Cercano a la cumbre hay un mirador que hasta septiembre de 2016 contaba con una estatua de José María Morelos, coloquialmente fue conocido como "la mosca" porque no se podía apreciar debido a la altura en que se encontraba. La estatua se ubicó durante años en la ladera del cerro, pero decidieron cambiarlo de ubicación hacia el este de la ciudad en la Carretera Salida a Ciudad Cuauhtémoc.

## Telecomunicaciones
Durante la administración municipal 1995-1998 fue vendido a Televisa para instalar antenas de televisión. En él se encuentran las torres transmisoras de las estaciones de TV Azteca Chihuahua, de Televisa (XHFI-TDT de Las Estrellas y XHCHZ-TDT de Canal 5 , de Canal Once (XHCHI-TDT) y de Grupo Imagen de los canales Imagen Televisión 3.1 y Excelsior 3.4 con el código XHCTCH-TDT , la Antena transmisora de Canal 11 también trasmite canales de Grupo Imagen que fue autorizada por parte del IFT.[cita requerida]

## Geología

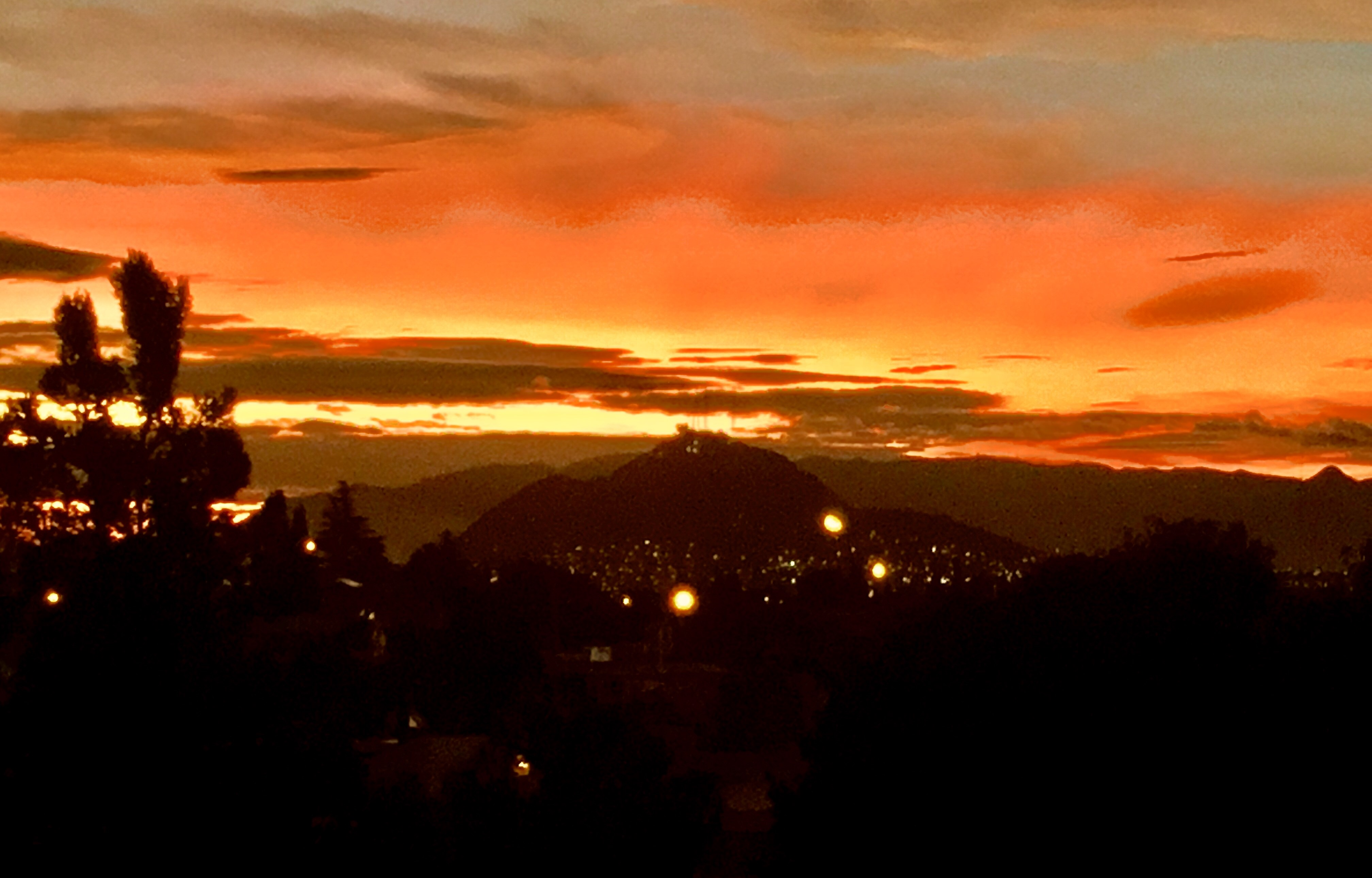
Vista del Cerro Coronel al amanecer desde el Este de la ciudad..

El Cerro del Coronel es parte de la provincia paleomagnética de la Sierra Madre Occidental, caracterizada por un alto vulcanismo Cenozoico, por lo que es un volcán extinto que data del Oligoceno hace más o menos 30 millones de años. El tipo de roca del cual la elevación está principalmente compuesta es de ignimbritas como una unidad de Toba riolítica-ignimbrita es una roca ígnea extrusiva. Esta toba está constituida por un conjunto de horizontes de roca tobácea de composición riolítica, con horizontes de ignimbrita, situadas estratigráficamente sobreyaciendo a toba riolítica. La ignimbrita de estas cumbres es de color blanco, gris claro y café claro, en partes presenta tonalidades rojizas, de estructura compacta, masiva y textura piroclástica, megascópicamente presenta una mineralogía cuyo contenido consiste 6% de fragmentos de rocas, así como, pómez orientados, alineados y aplastados, conformando estratos de 0.5 a 1.4 m de espesor. La actividad volcánica cesó cuando toda la provincia dejó de ser activa geológicamente al comenzar el Mioceno, finalmente la montaña al igual que gran parte de la Sierra Madre terminó su actividad volcánica con una violenta erupción de flujo piroclástico. Es poco probable que la montaña y la Sierra vuelvan a reactivarse.

## Geografía
El cerro tiene una altura aproximada de 1655 metros sobre el nivel del mar, y 217 metros de prominencia topográfica, lo cual lo convierte en la segunda elevación más importante dentro de área urbana de Chihuahua capital después del Cerro Grande. El cerro se puede observar desde casi la totalidad de la ciudad, aunque en algunas partes no es visible debido a las edificaciones y elevaciones. Al pie de esta elevación se encuentran colonias como La Popular, Independencia, Lealtad I, Ampliación Lealtad, Bella cumbre, Cazadores, Roma. Las laderas del Cerro Coronel tienen condiciones que podrían propiciar derrumbes o deslizamientos de rocas gigantescas. En dichas laderas se observa una cantidad relevante de rocas fracturadas, escasez de vegetación, pendientes pronunciadas y rocas que están perdiendo sustentación por efectos de la erosión. Los asentamientos humanos y las construcciones producen alteraciones físicas en el relieve de las laderas, lo que acentúa el peligro de un deslave de rocas.

## Galería

Escudo de armas de la Ciudad de Chihuahua, el Cerro Coronel aparece en la parte superior izquierda del detalle.
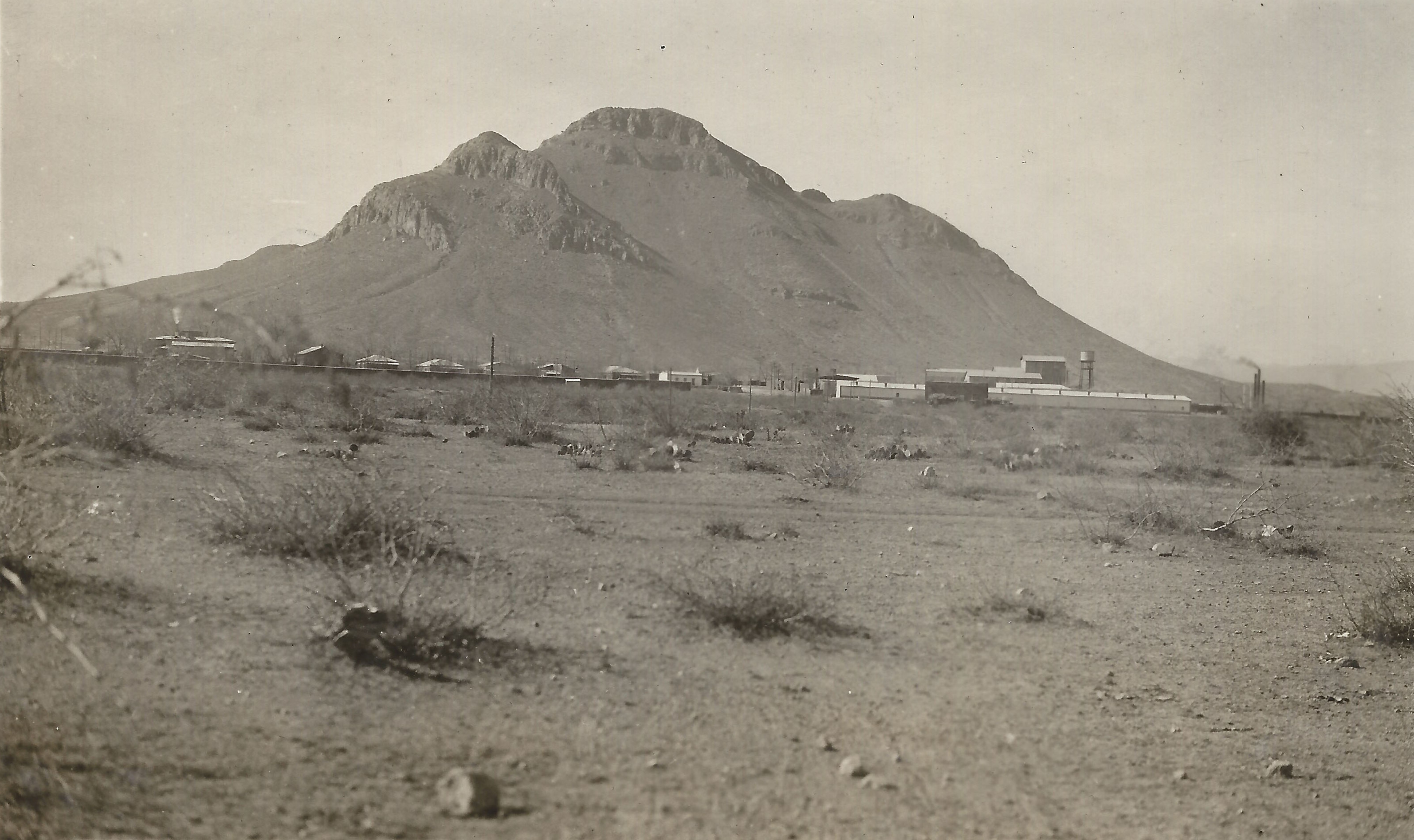
1905 Fotografía histórica de la fundición de Ávalos con el Cerro Coronel al fondo.
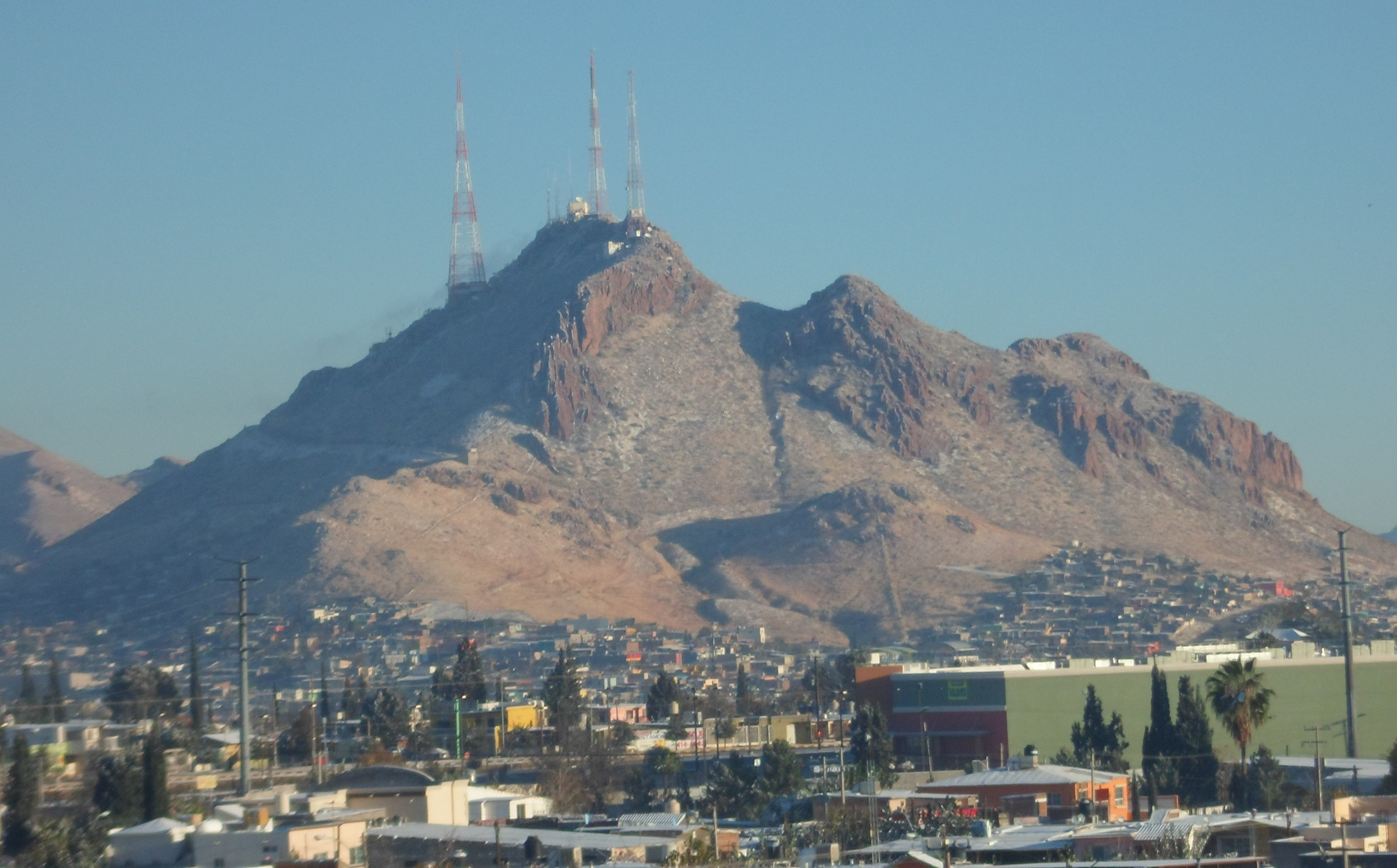
Diciembre 2017 Cerro Coronel con nieve.
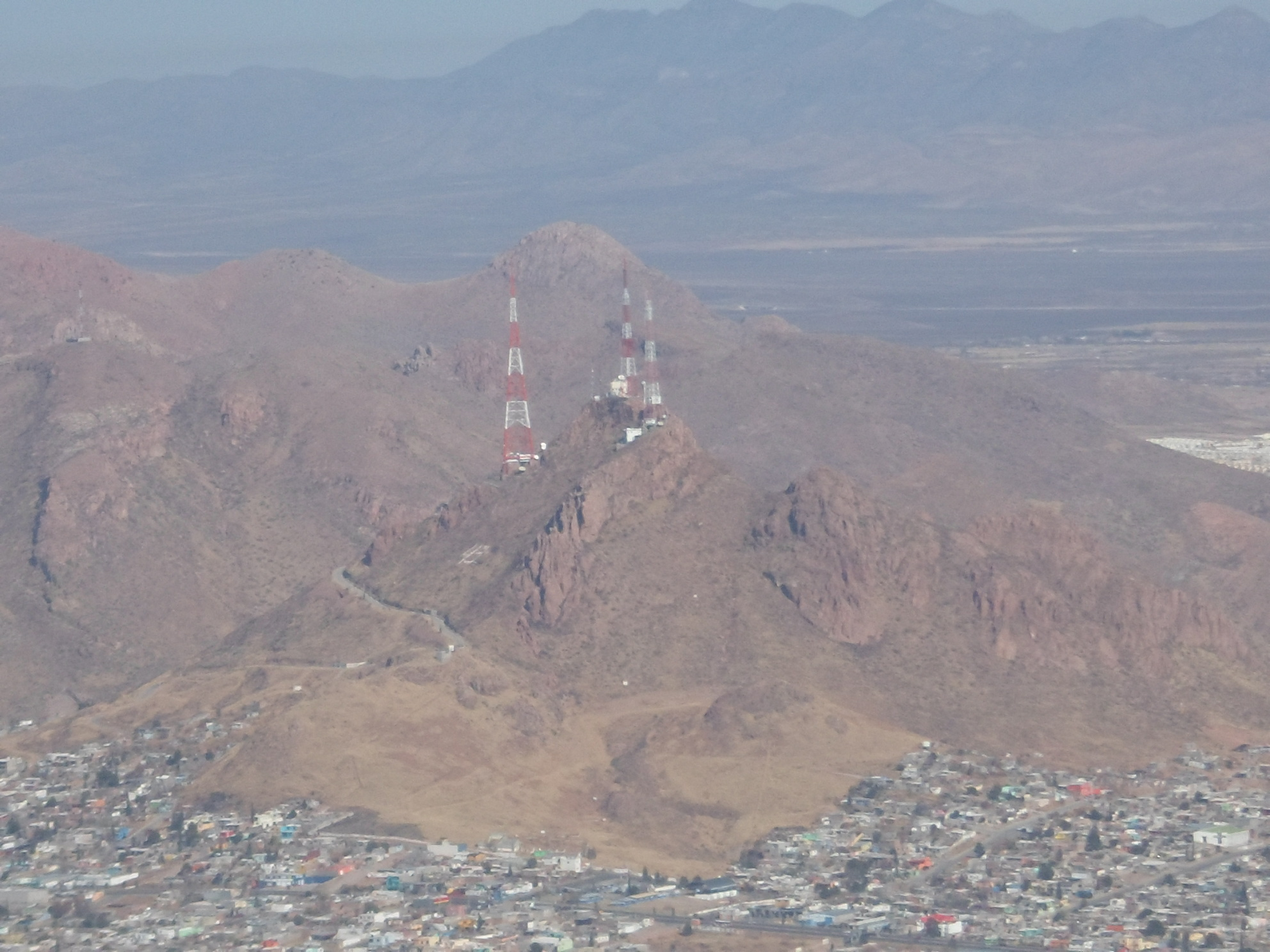
Enero 2018 Cerro Coronel visto desde la cima del Cerro Grande.